# Lea Nudelman
Lea Nudelman foi um jogadora de xadrez de Israel com participação nas Olimpíadas de xadrez de 1974, 1976 e 1980, tendo conquistado um total de três medalhas. Na edição de 1976 conquistou a medalha de ouro no primeiro tabuleiro reserva e a de equipes e na edição de 1980 a de bronze por participação individual novamente no primeiro tabuleiro reserva.